# Schizonycha litoralis
Schizonycha litoralis är en skalbaggsart som beskrevs av Moser 1914. Schizonycha litoralis ingår i släktet Schizonycha och familjen Melolonthidae. Inga underarter finns listade i Catalogue of Life.